# Посольство Гватемалы в России
Посольство Республики Гватемала в Российской Федерации (исп. Embajada de la República del Guatemala en la Federación de Rusia) — официальная дипломатическая миссия Гватемалы в России, расположена в Москве на Якиманке на улице Коровий Вал.
- Адрес посольства: 119049, Москва, улица Коровий Вал, дом 7, стр.1, офис 98.
- Посол Республики Гватемала в Российской Федерации: Густаво Адольфо Лопес Кальдерон.

## Дипломатические отношения
Первые контакты между Российской империей и Республикой Гватемала датируются 1880 годом, когда состоялся обмен посланиями между главами двух государств — Императором Александром II и Президентом Р. Барриосом.
Дипломатические отношения между СССР и Гватемалой были установлены 19 апреля 1945 года. Во время холодной войны и внутригражданского вооружённого конфликта в Гватемале (в 1960-1980-х годах) двусторонние отношения были «заморожены», но формально не прерывались. 4 января 1991 года было подписано Совместное коммюнике об обмене дипломатическими представительствами. 8 января 1992 года Правительство Гватемалы признало Российскую Федерацию в качестве государства-продолжателя СССР. В 1994 году де-юре (а в 1995 году де-факто) в Москве было учреждено гватемальское посольство и аккредитован посол.

## Послы Гватемалы в России
- Артуро Ромео Дуарте Ортис (2008—2012)
- Герберт Эстуардо Менесес Коронадо (2012—2016)
- Гисела Аталида Годинес Сасо (2016—2018)
- Густаво Адольфо Лопес Кальдерон (2018 — н. в.)